# Kunstmuseum Bonn
Il Kunstmuseum Bonn, chiamato anche Bonn Museum of Modern Art e fino al 1992 Städtisches Kunstmuseum Bonn, è un museo situato a Bonn, in Germania.  Fondato nel 1947, il Kunstmuseum espone sia mostre temporanee che una collezione permanente, incentrata sull'espressionismo renano con opere di August Macke e sull'arte tedesca del dopoguerra. Fa parte del Museum Mile di Bonn. L'edificio è stato progettato dall'architetto berlinese Axel Schultes e inaugurato nel 1992.